# Daniel Auteuil
Daniel Auteuil (Argel, Argélia, 24 de janeiro de 1950) é um ator de cinema e teatro francês. Foi casado com a atriz Emmanuelle Béart durante 11 anos e, entre 2000 e 2003, foi o companheiro de Marianne Denicourt. Desde 22 de julho de 2006, é casado com a artista plástica corsa Aude Ambroggi. Tem duas filhas: Aurore Auteuil e Nelly.
Nascido em Argel, quando seus pais, cantores líricos de ópera, estavam em excursão com a Ópera de Paris, cresceu no ambiente artístico dos espetáculos de Avinhão e passou sua infância nas coxias dos teatros.
Daniel Auteuil é reconhecido como um dos melhores atores do cinema francês.

## Filmografia
- 2007 - Conversas com meu jardineiro
- 2006 - N (Io e Napoleone)
- 2005 - Pintar ou fazer amor
- 2005 - Caché
- 2004 - 36 quai des orfèvres
- 2004 - Nos amis les flics
- 2004 - Sotto falso nome
- 2003 - Les clefs de bagnole
- 2003 - Après vous…
- 2003 - Rencontre avec le dragon
- 2003 - Pequenas feridas (Petites coupures)
- 2002 - O adversário (L'adversaire)
- 2001 - Vajont - La diga del disonore
- 2001 - O closet (Le placard)
- 2000 - Sade
- 2000 - A viúva de Saint-Pierre (La veuve de Saint-Pierre)
- 1999 - Mauvaise passe
- 1999 - Sem perdão (The Lost Son)
- 1999 - A mulher e o atirador de facas
- 1997 - O cavaleiro vingador (Le bossu)
- 1997 - Lucie Aubrac - Um amor em tempo de guerra (Lucie Aubrac)
- 1996 - Passage à l'acte
- 1996 - Os ladrões (Les voleurs)
- 1996 - O oitavo dia (Le huitième jour)[1]
- 1996 - Páginas da revolução (Afirma Pereira)[2]
- 1995 - Desejos secretos (Une femme française)
- 1994 - A separação (La séparation)
- 1994 - A Rainha Margot[3]
- 1993 - Minha estação preferida (Ma saison préférée)
- 1992 - Um coração no inverno (Un couer en hiver)
- 1991 - Ma vie est un enfer
- 1990 - Lacenaire
- 1989 - Romuald & Juliette (Romuald et Juliette)
- 1988 - Alguns dias comigo (Quelques jours avec moi)
- 1986 - A vingança de Manon (Manon des sources)
- 1986 - Jean de Florette[4]
- 1986 - Le paltoquet
- 1985 - L'amour en douce
- 1985 - Palace
- 1984 - Asphalt warriors (L'arbalète)
- 1984 - Les fauves
- 1984 - P'tit con
- 1983 - L'indic
- 1982 - Que les gros salaires lèvent le doigt!!!
- 1982 - Pour 100 brinques t'as plus rien…
- 1982 - T'empêches tout le monde de dormir
- 1982 - Les sous-doués en vacances
- 1981 - Les hommes préfèrent les grosses
- 1981 - Le calvaire d'un jeune homme impeccable (TV)
- 1981 - Clara et les chics types
- 1981 - S.A.R.L. ou société amoureuse à responsabilité limitée (TV)
- 1980 - La banquière
- 1980 - Les sous-doués
- 1979 - Bête mais discipliné
- 1979 - A nós dois (À nous deux)
- 1979 - Les héros n'ont pas froid aux oreilles
- 1978 - L'amour violé
- 1977 - L'enlèvement du régent - Le chevalier d'Harmental (TV)
- 1977 - Monsieur Papa
- 1977 - La nuit de Saint-Germain-de-Prés
- 1977 - Les mystères de Loudun (TV)
- 1976 - Assassinat de Concino Concini (TV)
- 1976 - La foille de chaillot (TV)
- 1976 - Attention les yeux!
- 1976 - A agressão (L'agression)
- 1974 - Les Fargeot

## Premiações
- Ganhou o BAFTA de "Melhor Ator Coadjuvante", por "Jean de Florette" (1986).
- Recebeu 12 indicações ao César de "Melhor Ator", por "Jean de Florette" (1986), "Alguns Dias Comigo" (1988), "Lacenaire" (1990), "Um Coração no Inverno" (1992), "Minha Estação Preferida" (1993), "A Separação" (1994), "O Oitavo Dia" (1996), "O Cavaleiro Vingador" (1997), "A mulher e o atirador de facas" (1999), "O Adversário" (2002), "Après vous…" (2003) e "36 Quai des Orfrèves" (2004). Venceu em 1986 e 1999.
- Ganhou o European Film Awards de "Melhor Ator" por "Um Coração no Inverno" (1992).
- Ganhou o prêmio de "Melhor Ator" no Festival de cinema de Cannes por "O Oitavo Dia" (1996).